# Оваджик (Тунджели)
Оваджик (тур. Ovacık) — город и район в провинции Тунджели (Турция). Мэр города, представляющий Коммунистическую партию Турции, сделал общественный транспорт в нём бесплатным.